# Route 2 (Nouvelle-Écosse)
Pour les articles homonymes, voir Route 2.
La route 2 est une route principale de la Nouvelle-Écosse desservant les régions du sud, du centre, et du nord-ouest de la province. Elle traverse une région mixte; urbanisée au sud alors qu'elle traverse Halifax et sa banlieue, boisée et agricole et montagneuse alors qu'elle traverse la chaîne de montagne des Cobéquid. La route 2 traverse trois des principales principales de la province, soit Halifax, Truro et Amherst. De plus, elle est une route alternative aux routes 102 et 104, entre Halifax et Glenholme. Elle mesure 266 km (165 mi).

## Description du tracé

### Halifax à Truro
La route 2 débute à l'ouest d'Halifax, tout juste au sud du pont Mackay, à l'intersection de la route 111 et de la rue Connaught. Elle se nomme d'abord Bedford Highway, alors qu'elle traverse la banlieue nord-ouest d'Halifax et qu'elle suit le bassin de Bedford. Elle traverse ensuite la ville du même nom, où elle croise les routes 1 et 7. La route quitte Bedford en se dirigeant vers le nord-est et rejoint le Lac William à Waverley. Elle courbe ensuite légèrement vers le nord pour rejoindre la sortie 5 de la route 102. La route 2 traverse ensuite Fall River, puis devient plus sinueuse alors qu'elle suit le grand Lac Shubenacadie en se dirigeant vers le nord-est. Elle passe ensuite à l'ouest de l'Aéroport international Stanfield d'Halifax, puis elle croise à nouveau la route 102 à sa sortie 7, puis la route devient la route alternative à la route 102, qu'elle longera à l'est jusqu'à Truro.
La route 2 traverse ensuite Enfield et Elmsdale, puis elle rejoint Milford où elle croise la route 14. Elle devient par la suite la rue principale du village de Shubénacadie et se dirige vers le nord-est sur une vingtaine de kilomètres en traversant Stewiacke et Brookfield, où elle courbe légèrement vers le nord. Par la suite, elle traverse Hilden et entre à Truro.
À Truro, la route 2 traverse la ville en passant par le centre-ville en empruntant plusieurs rues. À la sortie de la ville, elle rejoint la route 102 et forme un multiplex avec cette dernière sur une courte distance, entre les sorties 14 et 14A.

### Truro à Amherst
La route 2 quitte la route 102 et devient la route alternative de la route 104 entre ses kilomètres 82 et 107 tout en formant un multiplex avec la route 4. La route 2 et la route 104 se séparent et la route 2 suit principalement la côte de la Baie de Cobequid, une branche de la Baie de Fundy. Elle traverse plusieurs villages le long de la côte jusqu'à Parrsboro, près de 75 km (47 mi) à l'ouest.
À Parrsboro, la route 2 bifurque vers le nord pour traverser les montagnes Cobequid et elle rejoint Halfway River à hauteur du Lac Newville. Par la suite, elle tourne vers le nord-est pour traverser West Brook, puis elle suit la rivière Southampton en se dirigeant vers l'est et en traversant Mapleton et Southampton. Elle bifurque ensuite vers le nord-est pour rejoindre Springhill qu'elle traverse et où elle croise le terminus de la route 142. La route 2 se dirige ensuite vers le nord-ouest en suivant à nouveau la route 104, quelques kilomètres au sud de celle-ci. Elle traverse Little Forks et Fenwick avant d'atteindre Upper Nappan où elle croise la route 104 à sa sortie 4. C'est à cet endroit qu'elle entre à Amherst.
À Amherst, la route traverse la ville vers le nord-ouest et forme un court multiplex avec la route 6 avant de rencontrer à nouveau la route 104, où elle prend fin, à quelques kilomètres de la frontière avec le Nouveau-Brunswick.

## Histoire
Jusque dans les années 1960, la route 2 était la principale route reliant Halifax au reste de la province, et aux autres provinces. En effet, le corridor de la route 2 s'étendait bien plus loin, alors qu'il allait jusqu'à Windsor en Ontario, plus de 2 000 km (1 243 mi) à l'ouest. Actuellement, ce sont les routes 102 et 104 qui relient la province aux autres provinces alors que la route 2 est principalement une route connectant ces deux routes principales aux réseaux secondaire et local.

## Intersections majeures
| Comté                                     | Ville           | km     | Destinations                                                                                               | Notes |
| ----------------------------------------- | --------------- | ------ | --- | --- |
| Halifax                                   | Halifax         | 0,00   | Route 102 nord vers Route 103 – Truro, South Shore, Vallée d'Annapolis                                     | Terminus sud de la Route 102 |
| Halifax                                   | Halifax         | 1,40   | Route 111 est / Windsor Street / Lady Hammond Road – Pont MacKay, Dartmouth                                | Terminus ouest de la Route 111 |
| Halifax                                   | Halifax         | 1,90   | Joseph Howe Drive vers Route 3 / Route 102                                                                 | Échangeur |
| Halifax                                   | Halifax         | 5,40   | Kearney Lake Road vers Route 102                                                                           | |
| Halifax                                   | Bedford         | 9,70   | Route 213 ouest (Hammonds Plains Road)                                                                     | Terminus est de la Route 213 |
| Halifax                                   | Bedford         | 12,40  | Route 7 est – Dartmouth                                                                                    | Terminus ouest de la Route 7 |
| Halifax                                   | Bedford         | 12,60  | Route 1 ouest vers Route 101 / Route 102 – Lower Sackville                                                 | Terminus est de la Route 1 |
| Halifax                                   | Bedford         | 14,80  | Duke Street vers Route 102 / Route 107                                                                     | |
| Halifax                                   | Waverley        | 20,40  | Route 318 sud (Waverley Road)                                                                              | Terminus nord de la Route 318 |
| Halifax                                   | Fall River      | 21,40  | Route 102 / Route 118 sud – Aéroport, Truro, Dartmouth, Bedford, Halifax                                   | Sortie 5 de la Route 102; carrefour giratoire; terminus nord de la Route 118; sortie 14 de la Route 118                                     |
| Halifax                                   | Enfield         | 40,60  | Route 102 – Elmsdale, Truro, Aéroport, Dartmouth, Halifax                                                  | Sortie 7 de la Route 102 |
| Hants                                     | Elmsdale        | 46,00  | Route 214 ouest – Rawdon, Windsor                                                                          | Terminus est de la Route 214 |
| Hants                                     | Lantz           | 48,40  | Lantz Connector vers Route 102                                                                             | Carrefour giratoire |
| Hants                                     | Lantz           | 48,80  | Route 277 est vers Route 224 – Dutch Settlement, Gays River, Musquodoboit Valley                           | Terminus ouest de la Route 277 |
| Hants                                     | Milford Station | 57,70  | Route 14 ouest vers Route 102 – Windsor, Nine Mile River                                                   | Terminus est de la Route 14 |
| Hants                                     | Shubénacadie    | 61,90  | Route 215 ouest vers Route 102 – Maitland, Noël, Walton                                                    | Terminus est de la Route 215 |
| Hants                                     | Shubénacadie    | 62,50  | Route 224 ouest vers Route 102 – Milford, Halifax                                                          | Terminus sud du multiplex avec la Route 224; échangeur                                                                                      |
| Colchester                                | Shubénacadie    | 63,20  | Route 224 est – Gays River, Musquodoboit Valley                                                            | Terminus nord du multiplex avec la Route 224                                                                                                |
| Colchester                                | Brookfield      | 84,20  | Route 289 vers Route 102 – Green Oaks, Maitland, Upper Stewiacke                                           | |
| Colchester                                | Truro           | 102,20 | Route 102 sud – Halifax Route 236 ouest – Lower Truro, Old Barns                                           | Terminus sud du multiplex avec la Route 102; sortie 14 de la Route 102                                                                      |
| Colchester                                | Onslow          | 103,70 | Route 102 nord vers Route 104 – Amherst, New Glasgow Route 4 est Vers Route 311 – Bible Hill, Tatamagouche | Terminus nord du multiplex avec la Route 102; pas d'accès vers Route 102 nord depuis Route 2 sud; terminus sud du multiplex avec la Route 4 |
| Colchester                                | Masstown        | 118,30 | Route 104 – Oxford, Amherst, Truro, Halifax                                                                | Carrefour giratoire; sortie 12 de la Route 104                                                                                              |
| Colchester                                | Glenholme       | 121,10 | Route 4 ouest – Wentworth, Amherst                                                                         | Terminus nord du multiplex avec la Route 4                                                                                                  |
| Cumberland                                | Parrsboro       | 192,50 | Route 209 ouest – Diligent River, Port Greville, Advocate Harbour                                          | Terminus est de la Route 209 |
| Cumberland                                | Southampton     | 215,40 | Route 302 nord – Amherst                                                                                   | Terminus sud de la Route 302 |
| Cumberland                                | Springhill      | 235,90 | Route 321 nord – River Philip, Collingwood                                                                 | Terminus sud de la Route 321 |
| Cumberland                                | Springhill      | 236,80 | Route 142 nord vers Route 104 – Amherst, Truro                                                             | Terminus sud de la Route 142 |
| Cumberland                                | Upper Nappan    | 255,70 | Route 302 sud – Maccan, Joggins, Parrsboro                                                                 | Terminus nord de la Route 302 |
| Cumberland                                | Amherst         | 258,30 | Route 104 – Springhill, Truro, Halifax, Nouveau-Brunswick                                                  | Sortie 4 de la Route 104 |
| Cumberland                                | Amherst         | 261,20 | Route 204 sud – Oxford                                                                                     | Terminus nord de la Route 204 |
| Cumberland                                | Amherst         | 261,60 | Route 6 ouest (Victoria Street)                                                                            | Terminus sud du multiplex avec la Route 6                                                                                                   |
| Cumberland                                | Amherst         | 261,70 | Route 6 est (Victoria Street) – Tatamagouche                                                               | Terminus nord du multiplex avec la Route 6                                                                                                  |
| Cumberland                                |                 | 263,90 | Route 104 ouest – Nouveau-Brunswick                                                                        | Entrée direction ouest seulement |
| Cumberland                                | Fort Lawrence   | 266,00 | Route 104 – Truro, Halifax, Nouveau-Brunswick                                                              | Sortie 1 de la Route 104 |
| - Terminus de multiplex - Accès incomplet |                 |        | | |